# ريمي كافانيا
ريمي كافانيا (بالفرنسية: Rémi Cavagna)‏ (و. 1995  م) هو راكب دراجة هوائية، من فرنسا، ولد في كليرمون فيران، شارك في سباق الزمن للرجال - بطولة أوروبا للدراجات 2016 ‏، مركز لعبه هو Rouleur ‏.

## روابط خارجية
- ريمي كافانيا على موقع الاتحاد الدولي للدراجات (الإنجليزية)
- ريمي كافانيا على موقع أرشيف الدراجات (الإنجليزية)
- ريمي كافانيا على موقع إحصائيات الدراجات الإحترافية (الإنجليزية)
- ريمي كافانيا على موقع نسبة الدراجات (الإنجليزية)
- ريمي كافانيا على موقع CycleBase (الإنجليزية)
- ريمي كافانيا على موقع أوليمبيديا (الإنجليزية)